# August Gebhardt
Christian August Gebhardt (* 2. September 1808 in Ober-Rosbach im Wetteraukreis; † 28. August 1901 in Brugg im Kanton Aargau) war ein deutscher evangelischer Theologe und Mitglied der Landstände des Großherzogtums Hessen.

## Leben
August Gebhardt wurde als Sohn des Pfarrers Georg Ludwig Gebhardt (1772–1853) und dessen Ehefrau Charlotta Reuß († 1830) geboren und absolvierte ein Studium der Theologie an der Justus-Liebig-Universität Gießen.
Von 1836 bis 1851 war er als Pfarrer in Ober-Seemen tätig.
Er engagierte sich politisch, wurde Mitglied im Demokratenverein Nidda, der sich kurz vor dem Ausbruch der Revolution 1848/1849 gebildet hatte.
1850 erhielt ein Mandat für die Erste Kammer der Landstände des Großherzogtums Hessen, gewählt im Wahlbezirk 8 (Ortenberg und Büdingen).
Bereits im November 1851 verließ er das Parlament auf eigenen Wunsch und zog in die Schweiz, wo er sich von 1859 an als Buchhändler betätigte.  